# Llista de Grans Premis de motocròs
Aquesta llista aplega tots els grans premis de motocròs que s'han celebrat al llarg de la història del Campionat del Món d'aquest esport, des de la primera edició de l'inicial Campionat d'Europa, el 1952, fins a l'actualitat.
De cada Gran Premi llistat, se n'agrupen les diferents versions celebrades en dues grans columnes, segons siguin anteriors o posteriors al 2004, ja que abans d'aquesta data els Grans Premis eren únics i s'especialitzaven per cilindrada: 125, 250 i 500cc. A partir del 2000, però, aparegueren els "triples Grans Premis", els quals les agrupaven totes tres en un de sol (tot i que això es generalitzà a partir del 2001). Fou a partir del 2004 quan les antigues tres categories es reformularen completament i desaparegueren per donar pas a les noves MX1 (actual MXGP), MX2 i MX3. A més, des d'aleshores, els Grans Premis passaren a programar curses de les dues categories principals (MX1 i MX2), mentre que l'altra, MX3, restà segregada i tingué el seu propi calendari, amb Grans Premis específics.

## Llista alfabètica de grans premis
A 31 de desembre del 2013
| Gran premi                | Fins al 2003 | Fins al 2003 | Fins al 2003 | Fins al 2003 | Des del 2004 | Des del 2004 | Ref.          |
| ------------------------- | ------------ | ------------ | ------------ | ------------ | ------------ | ------------ | ------------- |
| GP d'Alemanya             | 500cc        | 250cc        | 125cc        | Triple       | MX1 i MX2    | MX3          | [ 2 ]         |
| GP de l'Alemanya Oriental | 500cc        | 250cc        | -            | -            | -            | -            | [ 2 ]         |
| GP de l'Argentina         | -            | 250cc        | 125cc        | -            | -            | MX3          | [ 3 ]         |
| GP d'Austràlia            | 500cc        | 250cc        | 125cc        | Triple       | -            | -            | [ 4 ]         |
| GP d'Àustria              | 500cc        | 250cc        | 125cc        | Triple       | -            | MX3          | [ 5 ]         |
| GP de Bèlgica             | 500cc        | 250cc        | 125cc        | Triple       | MX1 i MX2    | MX3          | [ 6 ]         |
| GP del Benelux            | -            | -            | -            | -            | MX1 i MX2    | -            | [ 7 ]         |
| GP del Brasil             | -            | 250cc        | 125cc        | -            | MX1 i MX2    | -            | [ 8 ]         |
| GP de Bulgària            | 500cc        | 250cc        | 125cc        | Triple       | MX1 i MX2    | MX3          | [ 9 ]         |
| GP del Canadà             | 500cc        | 250cc        | 125cc        | -            | -            | -            | [ 10 ]        |
| GP de Catalunya           | -            | -            | -            | -            | MX1 i MX2    | -            | [ 11 ] [ 12 ] |
| GP de Croàcia             | -            | -            | 125cc        | -            | -            | MX3          | [ 13 ]        |
| GP de Dinamarca           | 500cc        | -            | 125cc        | -            | -            | MX3          | [ 14 ]        |
| GP d'Eslovàquia           | 500cc        | 250cc        | -            | -            | -            | MX3          | [ 15 ]        |
| GP d'Eslovènia            | -            | -            | 125cc        | -            | -            | MX3          | [ 16 ]        |
| GP d'Espanya              | 500cc        | 250cc        | 125cc        | Triple       | MX1 i MX2    | MX3          | [ 12 ]        |
| GP dels Estats Units      | 500cc        | 250cc        | 125cc        | -            | MX1 i MX2    | -            | [ 17 ]        |
| GP d'Europa               | 500cc        | 250cc        | 125cc        | Triple       | MX1 i MX2    | -            | [ 2 ] [ 6 ]   |
| GP de la Ciutat de Faenza | -            | -            | -            | -            | MX1 i MX2    | -            | [ 18 ]        |
| GP de Finlàndia           | 500cc        | 250cc        | 125cc        | -            | MX1 i MX2    | MX3          | [ 19 ]        |
| GP de Flandes             | -            | -            | -            | -            | MX1 i MX2    | -            | [ 6 ]         |
| GP de França              | 500cc        | 250cc        | 125cc        | Triple       | MX1 i MX2    | MX3          | :             |
| GP de Gran Bretanya       | 500cc        | 250cc        | 125cc        | -            | MX1 i MX2    | MX3          | [ 21 ]        |
| GP de Grècia              | -            | 250cc        | -            | -            | -            | MX3          | [ 22 ]        |
| GP de Guatemala           | -            | -            | 125cc        | -            | -            | -            | [ 23 ]        |
| GP d'Hongria              | -            | 250cc        | 125cc        | -            | -            | MX3          | [ 24 ]        |
| GP d'Indonèsia            | -            | 250cc        | 125cc        | -            | -            | -            | [ 25 ]        |
| GP d'Irlanda              | 500cc        | 250cc        | 125cc        | -            | MX1 i MX2    | -            | [ 26 ]        |
| GP d'Itàlia               | 500cc        | 250cc        | 125cc        | Triple       | MX1 i MX2    | MX3          | [ 18 ]        |
| GP de Iugoslàvia          | -            | 250cc        | 125cc        | -            | -            | -            | [ 13 ] [ 16 ] |
| GP del Japó               | -            | 250cc        | 125cc        | -            | MX1 i MX2    | -            | [ 27 ]        |
| GP de Letònia             | -            | -            | -            | -            | MX1 i MX2    | MX3          | [ 28 ]        |
| GP de Limburg             | -            | -            | -            | -            | MX1 i MX2    | -            | [ 6 ]         |
| GP de Llombardia          | -            | -            | -            | -            | MX1 i MX2    | -            | [ 18 ]        |
| GP de Luxemburg           | 500cc        | 250cc        | 125cc        | Triple       | -            | -            | [ 29 ]        |
| GP de Mèxic               | -            | -            | -            | -            | MX1 i MX2    | -            | [ 30 ]        |
| GP dels Països Baixos     | 500cc        | 250cc        | 125cc        | Triple       | MX1 i MX2    | MX3          | [ 7 ]         |
| GP de Polònia             | -            | 250cc        | 125cc        | -            | -            | -            | [ 31 ]        |
| GP de Portugal            | 500cc        | 250cc        | 125cc        | -            | MX1 i MX2    | MX3          | [ 32 ]        |
| GP de Qatar               | -            | -            | -            | -            | MX1 i MX2    | -            | [ 33 ]        |
| GP de Romania             | -            | -            | -            | -            | MX1 i MX2    | -            | [ 34 ]        |
| GP de Rússia              | 500cc        | 250cc        | 125cc        | Triple       | MX1 i MX2    | -            | [ 35 ]        |
| GP de San Marino          | 500cc        | 250cc        | 125cc        | -            | -            | -            | [ 18 ]        |
| GP de Sud-àfrica          | -            | 250cc        | -            | -            | MX1 i MX2    | -            | [ 36 ]        |
| GP de Suècia              | 500cc        | 250cc        | 125cc        | Triple       | MX1 i MX2    | MX3          | [ 37 ]        |
| GP de Suïssa              | 500cc        | 250cc        | 125cc        | Triple       | -            | MX3          | [ 38 ]        |
| GP de Tailàndia           | -            | -            | -            | -            | -            | MX3          | [ 39 ]        |
| GP de Turquia             | -            | -            | -            | -            | MX1 i MX2    | -            | [ 40 ]        |
| GP de Txecoslovàquia      | 500cc        | 250cc        | 125cc        | -            | -            | -            | [ 41 ]        |
| GP de la República Txeca  | 500cc        | 250cc        | 125cc        | Triple       | MX1 i MX2    | MX3          | [ 41 ]        |
| GP d'Ucraïna              | -            | -            | -            | -            | -            | MX3          | [ 42 ]        |
| GP d'Úmbria               | -            | -            | -            | -            | -            | MX3          | [ 18 ]        |
| GP de l'URSS              | 500cc        | 250cc        | 125cc        | -            | -            | -            | [ 35 ]        |
| GP de Valònia             | -            | -            | -            | -            | MX1 i MX2    | -            | [ 6 ]         |
| GP de Veneçuela           | -            | 250cc        | -            | -            | -            | -            | [ 43 ]        |
| GP de Xile                | -            | -            | -            | -            | -            | MX3          | [ 44 ]        |

## Llista de grans premis per categoria

### Fins al 2003

#### 500cc
| Gran Premi                         | Primera edició | Darrera edició |
| ---------------------------------- | -------------- | -------------- |
| GP d'Alemanya de 500cc             | 1959           | 2003           |
| GP de l'Alemanya Oriental de 500cc | 1963           | 1972           |
| GP d'Austràlia de 500cc            | 2000           | 2001           |
| GP d'Àustria de 500cc              | 1958           | 2003           |
| GP de Bèlgica de 500cc             | 1949           | 2003           |
| GP de Bulgària de 500cc            | 2002           | 2003           |
| GP del Canadà de 500cc             | 1975           | 1986           |
| GP de Dinamarca de 500cc           | 1956           | 1978           |
| GP d'Eslovàquia de 500cc           | 1996           | 1999           |
| GP d'Espanya de 500cc              | 1964           | 2003           |
| GP dels Estats Units de 500cc      | 1973           | 1992           |
| GP d'Europa de 500cc               | 2000           | 2003           |
| GP de Finlàndia de 500cc           | 1965           | 1999           |
| GP de França de 500cc              | 1952           | 2003           |
| GP de Gran Bretanya de 500cc       | 1952           | 2000           |
| GP d'Irlanda de 500cc              | 1994           | 1996           |
| GP d'Itàlia de 500cc               | 1949           | 2003           |
| GP de Luxemburg de 500cc           | 1952           | 2000           |
| GP dels Països Baixos de 500cc     | 1953           | 2003           |
| GP de Portugal de 500cc            | 1993           | 1996           |
| GP de Rússia de 500cc              | 2002           | 2002           |
| GP de San Marino de 500cc          | 1983           | 1992           |
| GP de Suècia de 500cc              | 1952           | 2003           |
| GP de Suïssa de 500cc              | 1953           | 2001           |
| GP de Txecoslovàquia de 500cc      | 1961           | 1993           |
| GP de la República Txeca de 500cc  | 1995           | 2003           |
| GP de l'URSS de 500cc              | 1963           | 1975           |

#### 250cc
| Gran Premi                         | Primera edició | Darrera edició |
| ---------------------------------- | -------------- | -------------- |
| GP d'Alemanya de 250cc             | 1957           | 2003           |
| GP de l'Alemanya Oriental de 250cc | 1959           | 1971           |
| GP de l'Argentina de 250cc         | 1987           | 1988           |
| GP d'Austràlia de 250cc            | 2001           | 2001           |
| GP d'Àustria de 250cc              | 1957           | 2003           |
| GP de Bèlgica de 250cc             | 1957           | 2003           |
| GP del Brasil de 250cc             | 1987           | 2000           |
| GP de Bulgària de 250cc            | 1979           | 2003           |
| GP del Canadà de 250cc             | 1983           | 1983           |
| GP d'Eslovàquia de 250cc           | 1986           | 2000           |
| GP d'Espanya de 250cc              | 1962           | 2003           |
| GP dels Estats Units de 250cc      | 1978           | 1999           |
| GP d'Europa de 250cc               | 1998           | 2003           |
| GP de Finlàndia de 250cc           | 1960           | 1996           |
| GP de França de 250cc              | 1957           | 2003           |
| GP de Gran Bretanya de 250cc       | 1958           | 1999           |
| GP de Grècia de 250cc              | 1998           | 1999           |
| GP d'Hongria de 250cc              | 1993           | 1993           |
| GP d'Indonèsia de 250cc            | 1997           | 1997           |
| GP d'Irlanda de 250cc              | 1992           | 1995           |
| GP d'Itàlia de 250cc               | 1957           | 2003           |
| GP de Iugoslàvia de 250cc          | 1968           | 1988           |
| GP del Japó de 250cc               | 1991           | 1995           |
| GP de Luxemburg de 250cc           | 1957           | 2000           |
| GP dels Països Baixos de 250cc     | 1958           | 2003           |
| GP de Polònia de 250cc             | 1958           | 1999           |
| GP de Portugal de 250cc            | 1987           | 2000           |
| GP de Rússia de 250cc              | 2002           | 2002           |
| GP de San Marino de 250cc          | 1987           | 1997           |
| GP de Sud-àfrica de 250cc          | 1985           | 1985           |
| GP de Suècia de 250cc              | 1958           | 2003           |
| GP de Suïssa de 250cc              | 1957           | 2001           |
| GP de Txecoslovàquia de 250cc      | 1958           | 1991           |
| GP de la República Txeca de 250cc  | 1994           | 2003           |
| GP de l'URSS de 250cc              | 1962           | 1985           |
| GP de Veneçuela de 250cc           | 1988           | 1999           |

#### 125cc
| Gran Premi                        | Primera edició | Darrera edició |
| --------------------------------- | -------------- | -------------- |
| GP d'Alemanya de 125cc            | 1973           | 2003           |
| GP de l'Argentina de 125cc        | 1985           | 1994           |
| GP d'Austràlia de 125cc           | 1993           | 2001           |
| GP d'Àustria de 125cc             | 1973           | 2003           |
| GP del Brasil de 125cc            | 1985           | 2000           |
| GP de Bulgària de 125cc           | 1987           | 2003           |
| GP de Bèlgica de 125cc            | 1973           | 2003           |
| GP del Canadà de 125cc            | 1975           | 1977           |
| GP de Croàcia de 125cc            | 1999           | 2000           |
| GP de Dinamarca de 125cc          | 1973           | 1977           |
| GP d'Eslovènia de 125cc           | 1996           | 2000           |
| GP d'Espanya de 125cc             | 1973           | 2003           |
| GP dels Estats Units de 125cc     | 1973           | 1987           |
| GP d'Europa de 125cc              | 2000           | 2003           |
| GP de Finlàndia de 125cc          | 1973           | 2000           |
| GP de França de 125cc             | 1973           | 2003           |
| GP de Gran Bretanya de 125cc      | 1974           | 2000           |
| GP de Guatemala de 125cc          | 1991           | 1992           |
| GP d'Hongria de 125cc             | 1991           | 1996           |
| GP d'Indonèsia de 125cc           | 1995           | 1997           |
| GP d'Irlanda de 125cc             | 1979           | 1991           |
| GP d'Itàlia de 125cc              | 1974           | 2003           |
| GP de Iugoslàvia de 125cc         | 1974           | 1985           |
| GP del Japó de 125cc              | 1991           | 1992           |
| GP de Luxemburg de 125cc          | 1984           | 2000           |
| GP dels Països Baixos de 125cc    | 1973           | 2003           |
| GP de Polònia de 125cc            | 1973           | 1995           |
| GP de Portugal de 125cc           | 1973           | 1999           |
| GP de Rússia de 125cc             | 2002           | 2002           |
| GP de San Marino de 125cc         | 1973           | 2000           |
| GP de Suècia de 125cc             | 1973           | 1994           |
| GP de Suïssa de 125cc             | 1974           | 2001           |
| GP de Txecoslovàquia de 125cc     | 1975           | 1989           |
| GP de la República Txeca de 125cc | 1995           | 2003           |
| GP de l'URSS de 125cc             | 1983           | 1983           |

#### Triples
| Gran Premi                                   | Primera edició | Darrera edició |
| -------------------------------------------- | -------------- | -------------- |
| GP d'Alemanya de 125, 250 i 500cc            | 2001           | 2003           |
| GP d'Austràlia de 125, 250 i 500cc           | 2001           | 2001           |
| GP d'Àustria de 125, 250 i 500cc             | 2001           | 2003           |
| GP de Bèlgica de 125, 250 i 500cc            | 2000           | 2003           |
| GP de Bulgària de 125, 250 i 500cc           | 2002           | 2003           |
| GP d'Espanya de 125, 250 i 500cc             | 2001           | 2003           |
| GP d'Europa de 125, 250 i 500cc              | 2000           | 2003           |
| GP de França de 125, 250 i 500cc             | 2001           | 2003           |
| GP d'Itàlia de 125, 250 i 500cc              | 2001           | 2003           |
| GP de Luxemburg de 125, 250 i 500cc          | 2000           | 2000           |
| GP dels Països Baixos de 125, 250 i 500cc    | 2000           | 2003           |
| GP de Rússia de 125, 250 i 500cc             | 2002           | 2002           |
| GP de Suècia de 125, 250 i 500cc             | 2001           | 2003           |
| GP de Suïssa de 125, 250 i 500cc             | 2001           | 2001           |
| GP de la República Txeca de 125, 250 i 500cc | 2002           | 2003           |

### Des del 2004
A 31 de desembre del 2013

#### MX1 i MX2
| Gran Premi                             | Primera edició | Darrera edició |
| -------------------------------------- | -------------- | -------------- |
| GP d'Alemanya de MX1 i MX2             | 2004           | 2013           |
| GP de Bèlgica de MX1 i MX2             | 2004           | 2013           |
| GP del Benelux de MX1 i MX2            | 2004           | 2012           |
| GP del Brasil de MX1 i MX2             | 2009           | 2013           |
| GP de Bulgària de MX1 i MX2            | 2004           | 2013           |
| GP de Catalunya de MX1 i MX2           | 2009           | 2010           |
| GP d'Espanya de MX1 i MX2              | 2004           | 2011           |
| GP dels Estats Units de MX1 i MX2      | 2010           | 2011           |
| GP d'Europa de MX1 i MX2               | 2004           | 2011           |
| GP de la Ciutat de Faenza de MX1 i MX2 | 2007           | 2008           |
| GP de Finlàndia de MX1 i MX2           | 2013           | 2013           |
| GP de Flandes de MX1 i MX2             | 2004           | 2006           |
| GP de França de MX1 i MX2              | 2004           | 2013           |
| GP de Gran Bretanya de MX1 i MX2       | 2004           | 2013           |
| GP d'Irlanda de MX1 i MX2              | 2006           | 2008           |
| GP d'Itàlia de MX1 i MX2               | 2004           | 2013           |
| GP del Japó de MX1 i MX2               | 2005           | 2007           |
| GP de Letònia de MX1 i MX2             | 2009           | 2013           |
| GP de Limburg de MX1 i MX2             | 2009           | 2011           |
| GP de Llombardia de MX1 i MX2          | 2010           | 2010           |
| GP de Mèxic de MX1 i MX2               | 2012           | 2012           |
| GP dels Països Baixos de MX1 i MX2     | 2004           | 2013           |
| GP de Portugal de MX1 i MX2            | 2004           | 2013           |
| GP de Qatar de MX1 i MX2               | 2013           | 2013           |
| GP de Romania de MX1 i MX2             | 2004           | 2004           |
| GP de Rússia de MX1 i MX2              | 2012           | 2012           |
| GP de Sud-àfrica de MX1 i MX2          | 2004           | 2008           |
| GP de Suècia de MX1 i MX2              | 2004           | 2013           |
| GP de Turquia de MX1 i MX2             | 2009           | 2009           |
| GP de la República Txeca de MX1 i MX2  | 2004           | 2013           |
| GP de Valònia de MX1 i MX2             | 2004           | 2005           |

#### MX3
| Gran Premi                      | Primera edició | Darrera edició |
| ------------------------------- | -------------- | -------------- |
| GP d'Alemanya de MX3            | 2006           | 2012           |
| GP de l'Argentina de MX3        | 2010           | 2010           |
| GP d'Àustria de MX3             | 2004           | 2005           |
| GP de Bèlgica de MX3            | 2005           | 2005           |
| GP de Bulgària de MX3           | 2004           | 2013           |
| GP de Croàcia de MX3            | 2005           | 2012           |
| GP de Dinamarca de MX3          | 2007           | 2009           |
| GP d'Eslovàquia de MX3          | 2007           | 2013           |
| GP d'Eslovènia de MX3           | 2004           | 2013           |
| GP d'Espanya de MX3             | 2006           | 2010           |
| GP de Finlàndia de MX3          | 2008           | 2011           |
| GP de França de MX3             | 2004           | 2012           |
| GP de Gran Bretanya de MX3      | 2009           | 2013           |
| GP de Grècia de MX3             | 2010           | 2011           |
| GP d'Hongria de MX3             | 2006           | 2006           |
| GP d'Itàlia de MX3              | 2004           | 2013           |
| GP de Letònia de MX3            | 2005           | 2006           |
| GP dels Països Baixos de MX3    | 2005           | 2013           |
| GP de Portugal de MX3           | 2008           | 2010           |
| GP de Suècia de MX3             | 2006           | 2007           |
| GP de Suïssa de MX3             | 2005           | 2010           |
| GP de Tailàndia de MX3          | 2013           | 2013           |
| GP de la República Txeca de MX3 | 2009           | 2013           |
| GP d'Ucraïna de MX3             | 2013           | 2013           |
| GP d'Úmbria de MX3              | 2011           | 2011           |
| GP de Xile de MX3               | 2008           | 2009           |